# Dornier Do R
El hidrocanoa cuatrimotor comercial Dornier Do R Super Wal fue el desarrollo de mayor tamaño y prestaciones del apreciado y éxito de ventas Dornier Do J. Construido en Alemania por la compañía Dornier Flugzeugwerke , prestaron servicio en algunas líneas aéreas. En 1934 la serie Super Wal fue redesignada Do 15.

## Diseño y desarrollo
El Do R era un desarrollo de mayor tamaño del Dornier Do J . Era un monoplano con alas de mayor envergadura y casco alargado. Todos menos los tres primeros construidos (Do R2) estaban propulsados por cuatro motores en lugar de los dos del Do J. El Super Wal de Dornier estaba construido en duraluminio con partes reforzadas en chapa de acero, las alas en duraluminio con revestimientos de chapa lisa y tela, así como también los mandos de altura y de dirección. El casco tenía forma de canoa con la quilla plana y horizontal y en sus dos lados llevaba sendos flotadores estabilizadores sobre los que también se apoyaban las alas. Las góndolas que albergaban los motores, cuatro situados en tándem sobre el ala a la altura de los dos laterales de la canoa, tenían acceso desde el interior de la cabina. El hidro despegaba con la potencia de los cuatro motores, pudiendo volar solo con dos, por avería o para ahorrar combustible. La tripulación estaba compuesta por dos pilotos, mecánico y radiotelegrafista, contaba con dos cabinas que alojaban a 19 pasajeros, once en una cabina delantera y ocho en la popa.

### Dornier R2Super Wal
El primer R2 Super Wal (D-1115), realizó su primer vuelo el 30 de septiembre de 1926. Estaba propulsado por dos motores lineales Rolls-Royce Condor III de 670 hp (500 kW) montados en tándem en una góndola sobre el ala y en línea con el casco; un motor impulsaba una hélice tractora y el otro una hélice impulsora. El D-1115 fue el hidrocanoa más grande que se pudo construir en la factoría Dornier de posguerra en Manzell. El Super Wal entró en servicio con el RVM, Severa y la DVS (Escuela Alemana de Aviación) en Broitzem, organizaciones del gobierno alemán encargadas de desarrollar aviones militares y entrenamiento de pilotos soslayando secretamente las restricciones del Tratado de Versalles. Dos R2 más fueron construidos en 1927 para el RVM (D-1255 y D-1385). El D-1255 fue operado periódicamente por Deutsche Luft Hansa y nombrado Narwal.  El D-1385 estaba equipado con motores Packard 3A-2500 de 596.6 kW (800 hp) y permaneció en servicio hasta noviembre de 1936.

### Dornier R4Super Wal

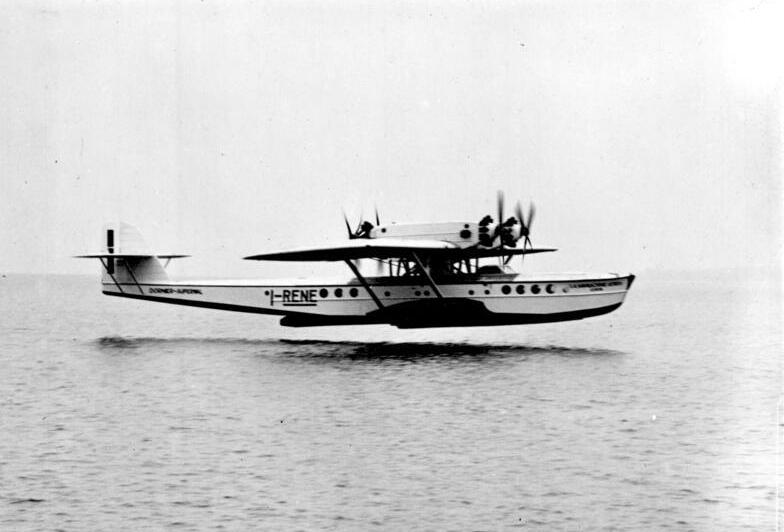
Do R4 Gas I-RENE de SANA

Este avión y doce más fueron propulsados por cuatro motores recibieron diferentes modelos: Gnome et Rhône 9K (R4 Gas), Siemens-Halske (R4 Sas). 
Luft Hansa recibió entre 1928 y 1929 siete ejemplares; algunos de ellos fueron en un principio usados o traspasados posteriormente por y a Severa y la DVS. Luft Hansa comenzó operando por primera vez este tipo en julio de 1928. con el Super Wal D-1447 Graf Zeppelin en la línea de Lübeck - Copenhague - Oslo al mando del capitán Horst Merz seguido por los D-1500 Eckener (más tarde Blauwal), D-1761 Rügen y D-1774 Fehmarn, que también operaron la ruta de Estocolmo y servicios turísticos costeros. Es cuestionable si también los D-1782 y D-1785 fueron utilizados por Lufthansa. En el verano de 1932, el uso del Súper Wal  terminó en Lufthansa, la aerolínea consideró que para el tráfico de pasajeros en las líneas del Mar Báltico eran demasiado grandes, y su autonomía tampoco satisfacía. Ya en 1930 los primeros habían sido entregados a Severa y la DVS. El último Do R4 Sas D-1761 Rügen de DVS fue puesto fue desguazado en enero de 1937. 
Entre 1928/29 se entregaron seis ejemplares a la aerolínea italiana  Società Anonima Navigazione Aerea (SANA) que  operó un servicio regular a principios de la década de 1930, una ruta a lo largo de la costa oeste italiana hasta la de España. Tres aviones se perdieron durante su servicio. El Super Wal I-RUDO de SANA (remotorizado con Isotta Fraschini Asso 500) entró en servicio en el Ministerio de Aire italiano en 1934 y se convirtió en el último en servicio italiano.
En 1929 dos R4Cas  propulsados con motores Pratt & Whitney Hornet de 550 hp fueron enviados por barco parcialmente desmantelados a los EE. UU; fueron montados en Filadelfia, para ser utilizados por la aerolínea Stout D & C Airlines en los Grandes Lagos. Constantes problemas con los motores impidieron su correcta operación; el posterior destino de estas máquinas es desconocido.

### CASA-Dornier R Super WalNumancia
En febrero de 1927 el consejo de administración de Construcciones Aeronáuticas S.A. (CASA) al haberse conseguido la aprobación del proyecto por el gobierno español y a petición del famoso aviador comandante Ramón Franco  decidió construir para la Aviación Militar un Super Wal para el raid consistente en circunnavegar el globo en veinte etapas que Franco tenía planeado. El contrato fue firmado en abril. No estando aún terminada la construcción de la factoría de Puntales en Cádiz, la canoa fue construida en un local provisional siendo trasladada más tarde a los nuevos talleres de Puntales en mayo de 1928. El Numancia nunca fue bautizado y la Aviación Militar le asignó el numeral W.13. Estaba propulsado por cuatro motores Napier Lion de 450 CV. El primer vuelo tuvo lugar el 1 de julio de 1928
El 1 de agosto el Cte. Franco, y los pilotos militares Eduardo González-Gallarza,Julio Ruiz de Alda y el mecánico Pablo Rada, despegaron en la bahía de Cádiz al máximo peso de 14 910 kg. Transcurrida media hora de vuelo se pararon los dos motores posteriores por avería en la instalación de combustible, amerizando cerca del Cabo de Santa María en Portugal. Reparada la avería fue imposible el despegue al haberse inundado el compartimento posterior por una pequeña vía de agua en el casco; por lo que el aparato no pudo alzar el vuelo. Franco consideró prudente abandonar el proyecto del raid hasta la época propicia del año siguiente. El Numancia reparado fue llevado a la base de Los Alcázares donde voló pilotado por Ramón Franco y otros pilotos durante dos años y medio. El 12 de marzo de 1932 durante un amerizaje al mando del teniente Kryguin, el hidroavión sufrió graves desperfectos que determinaron el final de su servicio y su envío al desguace.

## Variantes
- R2 - Primera versión con dos Rolls-Royce Condor III (2) y Packard (1) (tres construidos)
- R4 - Versión definitiva con cuatro motores en dos pares en tándem, tractor-impulsor
- R4 Gas - Radiales Gnôme et Rhône 9K (licencia Bristol Jupiter VI) (cuatro construidos)
- R4 Nas - Lineal Napier V Lion (cuatro construidos)
- R4 Sas - Radial Siemens-Halske (licencia Bristol Jupiter) (cuatro construidos)
- R4 Cas - Radial Pratt & Whitney Hornet (cuatro construidos)

## Accidentes
- 12 de abril de 1929 - Do R4 I-RIDE de SANA. Destruido por incendio en Nápoles. Sin víctimas
- 21 de noviembre de 1930 - Do R4 I-RONY de SANA. Desapareció en ruta entre Barcelona y Marsella con cuatro tripulantes y dos pasajeros. El último contacto de radio fue a las 09:40 cerca del Cabo de Creus.
- 11 de agosto de 1933 - Do R4 I-RATA de la Società Anonima Navigazione Aerea SANA. Se estrelló en el mar cerca de la Playa de Pinedo, Valencia. El aparato realizaba un vuelo de Lisboa a Barcelona. Seis heridos; uno de los heridos era el Jefe de Estado Mayor, General de la Regia Aeronautica, Iulio Valle. El general Valle volaba por delante del general Italo Balbo , quien se encontraba en la última etapa de su viaje de ida y vuelta a los EE. UU. con 24 hidroaviones Savoia-Marchetti S.55 .

## Operadores
Alemania
- Deutsche Luft Hansa AG
- DVS (Escuela Alemana de Aviación)

 España
- Servicio de Aviación Militar

 Estados Unidos
- Stout D & C Airlines

 Italia
- Società Anonima Navigazione Aerea (SANA)

## Especificaciones técnicas (Do R4 Gas)

### Características generales
- Tripulación: 4
- Capacidad: 19
- Longitud: 24,60 m
- Envergadura: 28,60 m
- Altura: 6,00 m
- Superficie alar: 137 m²
- Peso vacío: 9 850 kg
- Peso máximo al despegue: 14 000 kg
- Planta motriz: 4× radial de 9 cilindros refrigerado por aire Gnôme et Rhône 9K Mistral.
  - Potencia: 405 kW (558 HP; 551 CV) cada uno.

### Rendimiento
- Velocidad nunca excedida (Vne): 210 km/h
- Alcance: 2 000 km
- Techo de vuelo: 3 200 m